# 王贺
王贺（?—?），字翁孺，西汉济南郡东平陵县（今山东省章丘市西）人。

## 生平
汉武帝时王贺为绣衣直指御史，镇压魏郡坚卢起事。畏懦官吏逗遛当连坐，他多纵而不杀，所以以奉使不称职的理由被免职。因为合东平陵终氏结怨，于是迁移到魏郡元城（今河北大名东）委栗里，担任三老。儿子王禁，王禁之女王政君后为汉元帝皇后。新朝建立，他的曾孙王莽尊王贺为元城孺王尊祢穆庙。

## 家庭

### 祖先
- 六世祖：齐王建，田齐末代君主。
- 曾祖父：田安，齐王建孙，项羽封为济北王。汉朝建立，田安失国，齐人称呼他家为“王家”，因以为王氏。王莽尊他为济北愍王王祖穆庙。[1]

### 父
- 王遂，字伯纪，田安孙，汉文帝、汉景帝时，居住在东平陵，王莽尊他为济南伯王尊祢昭庙

### 子
- 王禁，王贺长子，王莽尊他为阳平顷王戚祢昭庙
  - 王政君
  - 阳平敬成侯王凤
  - 新都显王王曼，王莽之父，王莽尊他为新都显王戚祢穆庙
  - 平阿安侯王谭
  - 安成共侯王崇
  - 成都景成侯王商
  - 红阳荒侯王立
  - 直道让公王根
  - 高平戴侯王逢时
- 王弘，王贺次子，官至长乐卫尉
  - 安阳敬侯王音
  - 安新公王舜